# Alcalá de Moncayo
Alcalá de Moncayo (kurz Alcalá) ist ein nordspanischer Ort und eine Gemeinde (municipio) mit 153 Einwohnern (Stand: 2024) im Nordwesten der Provinz Saragossa im Westen der Autonomen Region Aragonien. Der Ort gehört zur bevölkerungsarmen Serranía Celtibérica.

## Lage und Klima
Der Ort Alcalá de Moncayo liegt auf einer Anhöhe zu Füßen der maximal ca. 2315 m hohen Sierra de Moncayo etwa 83 Kilometer (Fahrtstrecke) nordwestlich der Provinzhauptstadt Saragossa nahe der Grenze zur Provinz Soria in einer Höhe von ca. 765 m; die sehenswerte Stadt Tarazona befindet sich gut 17 Kilometer nördlich. Das Klima ist gemäßigt bis warm; Regen (ca. 490 mm/Jahr) fällt übers Jahr verteilt.

## Bevölkerungsentwicklung
| Jahr      | 1857 | 1900 | 1950 | 2000 | 2017 |
| Einwohner | 346  | 367  | 449  | 147  | 152  |

Die Mechanisierung der Landwirtschaft, die Aufgabe bäuerlicher Kleinbetriebe und der damit verbundene Verlust von Arbeitsplätzen führten in der zweiten Hälfte des 20. Jahrhunderts zu einem deutlichen Rückgang der Bevölkerung (Landflucht).

## Wirtschaft
Jahrhundertelang lebten die Bewohner des Ortes direkt oder indirekt als Selbstversorger von der Landwirtschaft, zu der auch die Viehhaltung gehörte. Heute spielen Obstbaumplantagen eine wesentliche Rolle im Wirtschaftsleben des Ortes; außerdem werden Ferienwohnungen (casas rurales) vermietet.

## Geschichte
Keltische, römische und westgotische und maurische Siedlungsspuren wurden bislang nicht entdeckt. Im 8. Jahrhundert drangen arabisch-maurische Heere bis ins obere Ebro-Tal vor; zuweilen wird die örtliche Burg mit den Mauren in Verbindung gebracht (arabisch القلعة, al Qalʿa = „Burg“, „Festung“). Um das Jahr 1120 wurde die Gegend von Alfons I. von Aragón zurückerobert (reconquista). Später war sie zwischen den Königreichen Aragón und Kastilien umstritten; dieser Zustand endete erst mit der Eheschließung der Katholischen Könige Isabella I. von Kastilien und Ferdinand II. von Aragón im Jahr 1469.

## Sehenswürdigkeiten
- Von der ehemaligen Burg (castillo) und der Stadtmauer (murales) sind nur geringe Reste erhalten. Ein Rundturm zeigt ein Zwillingsfenster (ajimez)[4].
- Die Pfarrkirche Nuestra Señora de la Asunción stammt aus der Mitte des 16. Jahrhunderts. Während die Kirche weitgehend aus unbehauenen Bruchsteinen errichtet wurde, sind die beiden auf achteckigem Grundriss errichteten Glockengeschosse des Turms in Mudéjar-Manier aus Ziegelsteinen gemauert und mit farbigen Kacheln verziert. Kirchenschiff und flach schließender Chor werden von spätgotischen Sterngewölben überspannt.[5][6]

Umgebung
- Das circa drei Kilometer nördlich gelegene ehemalige Zisterzienserkloster Veruela ist vergleichsweise gut erhalten. In den Jahren von 1877 bis 1975 wurde es vom Jesuitenorden genutzt. Heute dient es kulturellen Zwecken.